# Містестін (кратер)
Кратер Містестін — метеоритний кратер у провінції Ньюфаундленд і Лабрадор, Канада, який містить кругле озеро Містестін.
Дугоподібний центральний острів озера інтерпретується як центральне підняття складної структури кратера. У скелях острова є значні ознаки ударного метаморфізму. Були визначені ознаки плоскої деформації, діаплектичне скло, розплавлені породи й конуси розтріскування.
Озеро має близько 16 км у поперечнику, у той час як приблизний діаметр первісного кратера становив 28 км. Подальші геологічні процеси деформували кратер. Вік кратера оцінюється в 36,4 ± 4 млн років (еоцен).